# هاله (کاشاتاق)
هاله (به ارمنی: Հալե ) یک منطقهٔ مسکونی در جمهوری آرتساخ است که در استان کاشاتاق واقع شده‌است.